# パスポータイゼーション
パスポータイゼーション（英: passportization）とは、比較的短期間のうちにソ連を構成していた諸国家に居住する住民に対してパスポートの配布を行うことで、自国の市民権を他国の市民に大規模に付与することを指す。パスポータイゼーションは、主にロシア当局が用いている。ロシアは、旧ソビエト連邦のパスポートを所持する市民（すなわち、以前ソ連市民だった人間）対象のロシア国籍のパスポート申請を簡易化を目的として、この方策を実行している。
これらの帰化についての法的根拠は、2002年に制定された法律、ロシア連邦法「市民権について」の第14条である。
第 14 条 外国⼈及び無国籍者で 18 歳に達し，かつ⾏為能⼒を持つ者は、以下の場合には、本連邦法第 13 条前段 а 号及び г 号によって規定された条件を満たさずに、簡素化された⼿続きにより、ロシア国籍の許可申請書を提出する権利を有する。

a）ロシア・ソビエト連邦社会主義共和国の領域内に⽣まれ，かつてソ連国籍を有していた場合。—
この法令は、帰化の手続きを簡略に行えるよう定めている。パスポータイゼーションによって「ロシア国籍」の住民が同国の隣接地域で増加すると、ロシア政府は、これらの住民の保護とを名目に隣接地域の独立・併合を推進している。この過程は、ジョージアとウクライナ国内の非承認国家の住民に対するケースにおいて顕著にみられる。

## ジョージア
ジョージアにおいては、南オセチアとアブハジアで顕著に見られた。ソビエト連邦構成共和国の一つであった同国では、ソ連崩壊から10年以上経過したにもかかわらず、ソビエト連邦の市民として振る舞い、パスポートを保持し続けている住民が存在していた。2002年、ロシア連邦の新たに定められた市民権法により、旧ソ連の市民であれば、現住所に関わらずロシア国籍の取得を簡易化された。アブハジアと南オセチアでは、アブハジア・ロシア人共同体といった、親ロシア系のNGOが、ロシア市民権取得のためこれらの住民が旅する必要がないよう、彼らの代わりに近くのロシアの都市まで書類を運んで、これらの手続きを行っていた。2002年6月25日には、既に手続きを完了していた5万人に加え、およそ15万人のアブハジア人がスフミ当局の祝福を受けながらロシア国籍を取得することになった。このパスポートの配給に、グルジア外務省は「前例のない違法なキャンペーン」だと非難した。2011年2月1日、ソ連のパスポートは、ロシアとアブハジアの国境を越えるために有効であるとはみなされなくなった。
2009年4月、OSCEの少数民族高等弁務官は、「ガリ地区のジョージア人住民に対して、教育権の制限や『パスポータイゼーション』の強制、アブハジア共和国軍への強制徴募、そして移動の自由の制限を通じた圧力が行使されている」と述べている。アブハジアのグルジア人に対し、アブハジア国籍を強制的に取得させようとする試みは、2009年に拒絶された。

## ウクライナ
ロシアは2019年以降、ウクライナのドネツィク州・ルハーンシク州両地域の住民を帰化させている。これは、2018年12月17日、ロシア連邦法「市民権について」の第29条1項1号が施行されたことによって可能となった。この法律が新たに制定されたことで、ロシア連邦大統領は、外国籍住民・無国籍者について、ロシア市民権の申請を簡略化する対象を決定する権限を得た。2019年4月24日、政令第183号により、ドネツィク・ルハーンシク両州の住民は、上記の申請簡略化の対象となった。